# Liste der Kulturdenkmale in Monstab
In der Liste der Kulturdenkmale in Monstab sind vorerst einige Kulturdenkmale der ostthüringischen Gemeinde Monstab im Landkreis Altenburger Land und ihrer Ortsteile aufgelistet. Diese Liste basiert nicht auf der offiziellen Denkmalliste der Unteren Denkmalschutzbehörde des Landkreises. Grundlage hierfür ist gegebenenfalls vorhandene Literatur beziehungsweise vorhandene Denkmalplaketten an den einzelnen Objekten. Deswegen ist diese Liste stark unvollständig.

## Monstab
| Bild                           | Bezeichnung | Lage               | Datierung | Beschreibung | ID |
| ------------------------------ | ----------- | ------------------ | --------- | ------------ | -- |
| weitere Bilder Fotos hochladen | Kirche      | Ringstraße (Karte) |           |              |    |

## Wiesenmühle
| Bild            | Bezeichnung | Lage          | Datierung | Beschreibung                           | ID |
| --------------- | ----------- | ------------- | --------- | -------------------------------------- | -- |
| Fotos hochladen | Vierseithof | Wiesenmühle 1 |           | Fachwerkhof mit Wohnstallhaus von 1669 |    |